# Bernd Kahn
Bernd Kahn (geboren 19. August 1928 in Pforzheim; gestorben 13. Juli 2023 in Atlanta) war ein US-amerikanischer Radiochemiker und Hochschullehrer.

## Leben
Bernd Kahn war der Sohn von Erich Kahn und Alice Mayer und hatte eine Schwester. Kahn wurde an der Nordstadtschule Pforzheim (damals Adolf-Hitler-Schule) eingeschult und 1936 wegen seiner jüdischen Herkunft an die Osterfeld-Schule (damals Hindenburg-Schule mit einer abgesonderten Juden-Abteilung) zwangsumgeschult. Die Familie emigrierte im Juni 1938 in die USA, sie erhielten 1943 die US-amerikanische Staatsbürgerschaft.
Kahn studierte am Newark College of Engineering und erlangte 1950 einen B.S. in Chemieingenieurwesen. An der Vanderbilt University erwarb er 1952 einen M.A. in Physik und wurde 1960 am Massachusetts Institute of Technology promoviert. Er heiratete 1961 Gail Pressman, sie hatten zwei Kinder.
Kahn arbeitete zunächst von 1951 bis 1954 am Oak Ridge Nuclear Laboratory und war zwischen 1954 und 1974 im U.S. Public Health Service beschäftigt. Von 1970 bis 1974 war er in der Environmental Protection Agency tätig. Kahn wurde 1974 Forschungsdirektor und Hochschullehrer am Georgia Institute of Technology (GIT) in Atlanta.
Ab 1979 war Kahn Mitglied des National Council on Radiation Protection and Measurements (NCRP) und wurde 1997 zum Distinguished Emeritus Member ernannt.
Kahn befasste sich mit Messmethoden zur Erfassung von niedrig dosierter Strahlung von Radionukliden in der Umwelt.

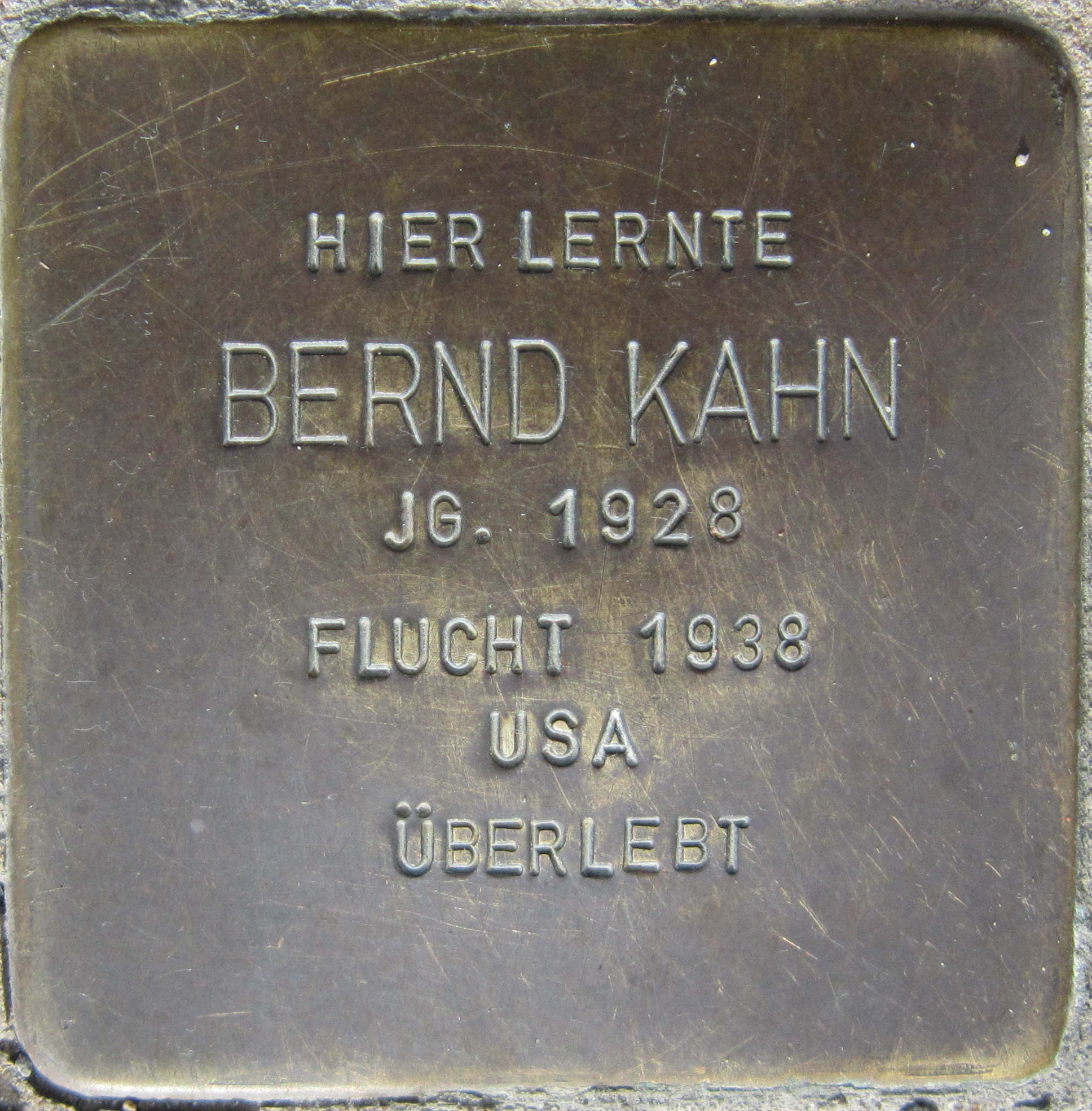
Stolperstein vor der Osterfeld-Grundschule Pforzheim

## Gedenken
Für Bernd Kahn wurden in Pforzheim drei Stolpersteine des Künstlers Gunter Demnig verlegt: zwei am 27. Januar 2011 vor der Nordstadtschule und der ehemaligen Osterfeldschule, der dritte am 20. März 2020 in der Lindenstraße.

## Schriften (Auswahl)
- (Hrsg.): Radioanalytical Chemistry. New York, NY: Springer New York, 2007
- Moses Attrep, Bernd Kahn: Radioanalytical Chemistry Experiments. New York, NY: Springer New York, 2008